# دیزالو
درآمیزی یا دیزالو (به انگلیسی: Dissolve) فنی است در تدوین و در اتصال دو نما (سینما) از فیلم به کار می‌رود. در این فن تصویر «الف» تدریجاً محو می‌شود و تصویر «ب» جای آن را می‌گیرد. از دیزالو برای نشان دادن گذر زمان استفاده می‌شود. دیزالو واجد کاربردهای زیبایی شناسانه ای هم می تواند باشد. فیلم مکانی در آفتاب ساخته جورج استیونز نمونه ای مثال زدنی ست که در آن کاربرد دیزالو بسیار فراتر از گذشت زمان و به مثابه جوهره اصلی تدوین فیلم می باشد.

## اندازهٔ زمانی
زمان دیزالو متفاوت است و از نیم ثانیه (۱۰-۱۲ فریم) تا یک دقیقه در نوسان است.
کوتاه‌ترین دیزالو یک تا ده فریم طول می‌کشد که به برش نرم مشهور است.